# Zubizuri
Il Zubizuri (dall'euskera "ponte bianco"), conosciuto anche come Puente Peatonal del Campo de Volantín, è un ponte pedonale sospeso ad arco sulla ría del Nervión, nella città basca di Bilbao, nel nord della Spagna. Collega il Campo de Volantín (Castaños), sulla riva destra, con Uribitarte (el Ensanche), sulla riva sinistra.

## Descrizione

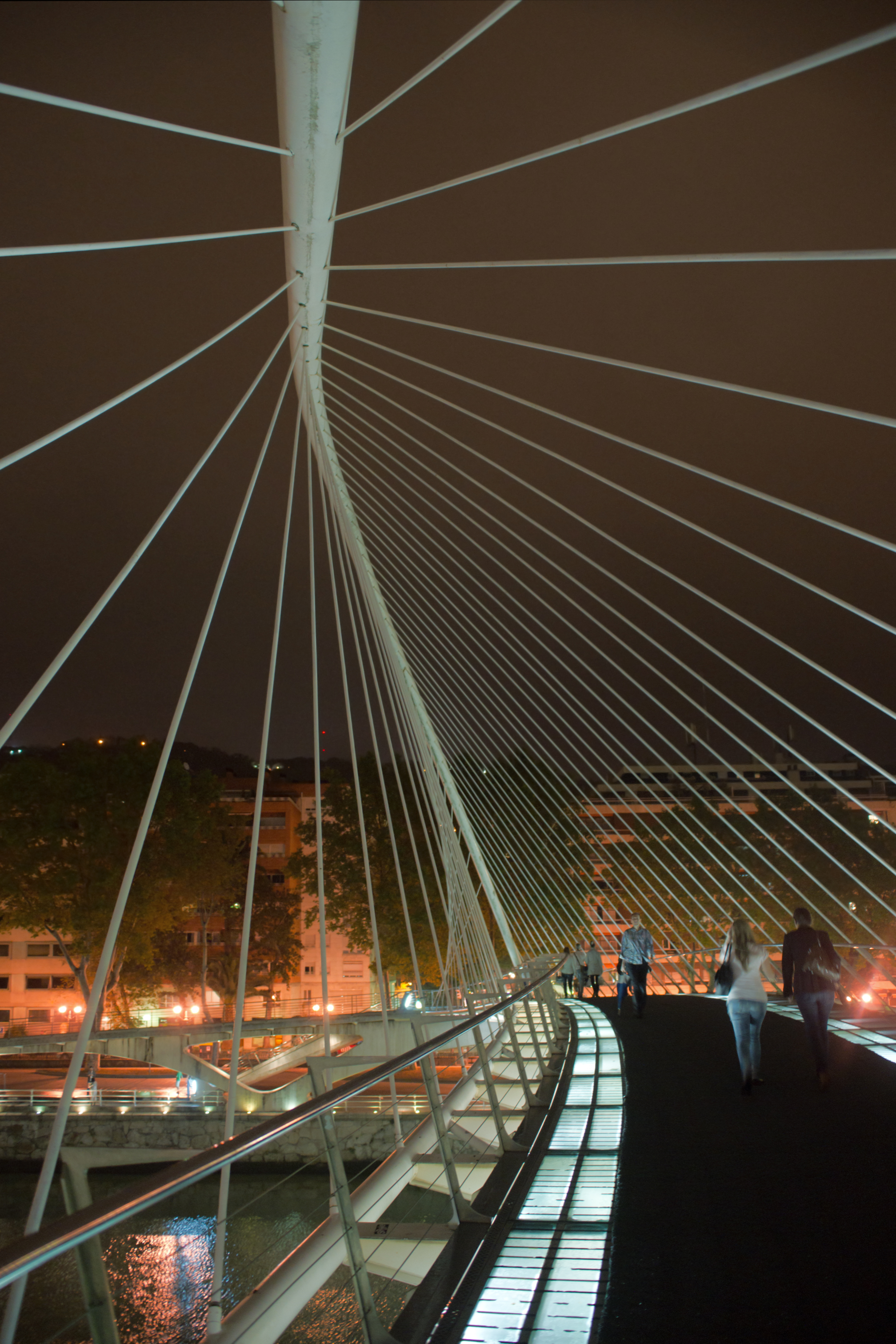
Il ponte Zubizuri di notte

Il ponte fu progettato dall'architetto valenciano Santiago Calatrava, che ha anche diretto il progetto di rinnovamento dell'Aeroporto di Bilbao. I lavori cominciarono nel 1990 e l'opera fu inaugurata il 30 maggio del 1997.
Il ponte pedonale, con rampe di accesso e scale sulle due sponde, è sostenuto dai tiranti che, a loro volta, sono sostenuti da un arco inclinato di 14,6 metri di altezza massima, dal diametro di 457 mm e dallo spessore di 50 mm. Tutto il ponte è dipinto di bianco, com'è comune tra le strutture di Calatrava.
A partire dalla sua inaugurazione, quasi simultanea a quella del Guggenheim Museum, il Zubizuri è diventato un simbolo della nuova Bilbao, divenendo un'attrazione turistica più che un mezzo di attraversamento sulla ría.

## Critiche
Il ponte è conosciuto in loco per l'insidiosità della superficie di cristallo, che può divenire molto scivolosa a causa del clima umido della città, similmente al ponte della Costituzione di Venezia, anch'esso progettato da Calatrava. Il progetto originale, inoltre, collega il Campo de Volantín con Uribitarte, ma non con la Alameda de Mazarredo, una strada più alta che permetterebbe l'accesso al centro della città. Le autorità locali avevano aggiunto un ponteggio provvisorio, che dovettero poi ritirare per le proteste di Calatrava.

### Polemica con il Comune di Bilbao

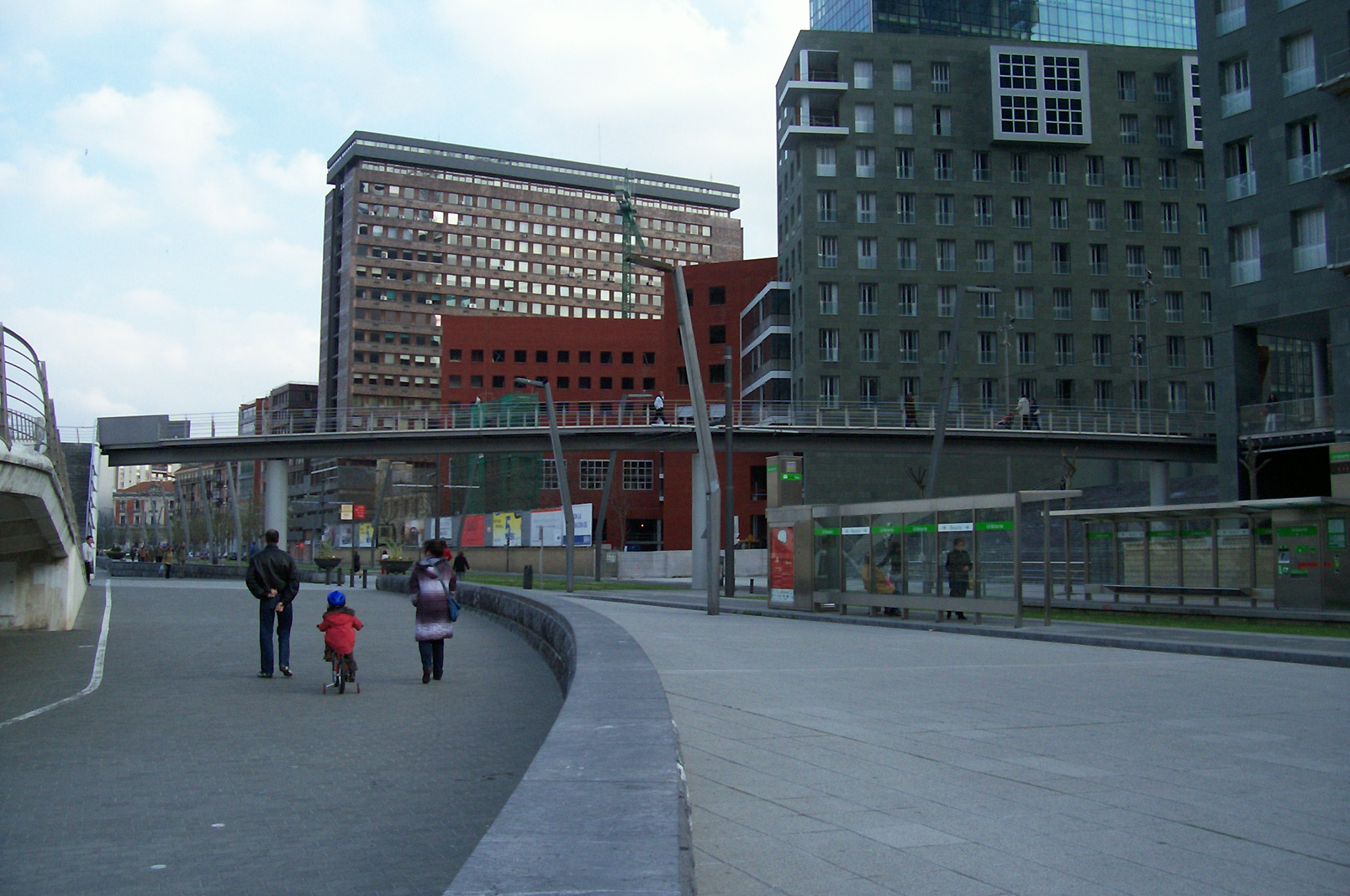
La passerella oggetto di polemica tra l'Isozaki Atea e il Zubizuri

Nel 2006, il comune autorizzò l'architetto giapponese Arata Isozaki a erigere una piattaforma che unisse il ponte con il complesso Isozaki Atea.
Calatrava rispose nel febbraio 2007, denunciando il comune di Bilbao per i "diritti morali" (una parte della proprietà intellettuale, sotto la Ley española de derecho de autor) dell'integrità della sua creazione, dato che l'operazione aveva comportato il taglio di una barra di metallo.
Il sindaco di Bilbao, Iñaki Azkuna, con l'appoggio del resto dei consiglieri si richiamarono ai diritti della proprietà (della città di Bilbao) sopra quelli dell'architetto, e ricordarono le cadute degli utenti del ponte e il costo delle riparazioni del pavimento di cristallo (6 000 euro all'anno secondo il portavoce del Partito Popolare, Antonio Basagoiti).
Giuristi e architetti locali hanno appoggiato la posizione del sindaco, argomentando che le modifiche non compromettono i diritti morali del progettista.